# Lintas
Lintas (Lever International Advertising Services) war eine internationale Werbeagentur aus den USA, die aus den Unternehmen Lever Brothers und dessen Nachfolgeunternehmen Unilever hervorging.
Lintas wurde 1899 als Inhouse-Agentur für den Seifenhersteller Lever Brothers gegründet. Der Name Lintas ist ein Akronym für Lever International Advertising Services. Jahrelang fungierte sie als Abteilung innerhalb der Lever-Unternehmensstruktur und produzierte Werbung für Lever-Marken, darunter Sunlight und Lifebuoy.

## Struktur
Wie andere große Agenturen stellte Lintas einen Zusammenschluss verschiedener Agenturen dar, die sich während der Konsolidierung der Werbebranche zusammengeschlossen hatten. Zwei primäre Vorgängeragenturen bildeten den Kern, um den herum später weitere Agenturen hinzugefügt wurden. Bei diesen beiden Agenturen handelte es sich um Lintas, die 1899 vom britischen Seifenhersteller Lever Brothers gegründete hauseigene Werbeagentur, und eine 1946 gegründete Werbeagentur namens Sullivan, Stauffer, Colwell & Bayles.
1969 fusionierte Lintas mit SSC&B (Sullivan, Stauffer, Colwell & Bayles) und das Netzwerk wurde als SSC&B – Lintas International bekannt. Die Agenturgruppe Interpublic war von den Auslandsmöglichkeiten von SSC&B-Lintas angezogen worden, und als die Acquisition im September 1979 abgeschlossen wurde, erwarb Interpublic einen weltweiten Umsatz von mehr als eine Milliarde US-Dollar, was als größte Fusion in der Werbebranche galt.

## Emanzipation von Unilever
Im Jahr 1982 erwarb Interpublic schließlich die restlichen 51 % der Lintas-Anteile von Unilever und trennte damit alle Eigentumsbeziehungen von Lintas zu seiner Gründungsmutter Unilever.

## Geschichte
Lever Brothers, als Unternehmen ein früher Befürworter groß angelegter Werbung, verließ sich stark auf Lintas, um Werbekampagnen für die verschiedenen Seifenprodukte des Unternehmens zu entwickeln, die in Europa, Australien, Südafrika und den Vereinigten Staaten verkauft wurden. Dementsprechend konzentrierte sich Lintas ausschließlich auf die Unterstützung seines schnell wachsenden Eigentümers, doch als Lever Brothers und die in den Niederlanden ansässige Margarine-Union 1930 fusionierten und Unilever PLC und Unilever NV entstanden, wurde Lintas im Wesentlichen zu einer unabhängigen Agentur und begann, eigene Werbekunden zu bedienen. Obwohl die in London ansässige Agentur weiterhin stark auf Geschäfte aus ihrer Beziehung zu Unilever angewiesen war, nahm ihre Arbeit außerhalb von Unilever allmählich zu und machte Mitte der 1960er Jahre, als die Agentur behauptete, die größte zu sein, 20 Prozent ihres weltweiten Geschäfts aus Märkten in Europa aus. Zu diesem Zeitpunkt verfügte Lintas über Niederlassungen in 26 Ländern, machte seine Werbung in 49 Sprachen und war in fast allen Teilen der Welt präsent, mit Ausnahme der Vereinigten Staaten, wo eine andere Agentur, mit der das Unternehmen bald zusammenarbeiten sollte, bereits seit 20 Jahren tätig war Jahre. Als diese beiden Agenturen zusammenkamen, wurde der Grundstein für Lintas: Worldwide gelegt.
Der Name wurde 1981 von SSC&B-Lintas International in SSC&B: Lintas Worldwide geändert. Im Oktober 1987 strich Interpublic die Initialen SSC&B aus dem Namen und zog damit den letzten Überrest dieser Agentur zurück. So entstand Lintas: Worldwide. Mit der Übernahme von Ammirati Puris wurde die Agentur im Februar 1996 zu Ammirati Puris Lintas Worldwide.
Nach der weltweiten Fusion von IPG Networks, Ammirati Puris Lintas und der Lowe Group im November 1999 änderte das Unternehmen seinen Namen in Lowe Lintas Worldwide. Im Jahr 2002 wurde der Name Lintas gestrichen und in Lowe & Partners Worldwide Network umbenannt.

## Lintas Deutschland
Lintas Deutschland hatte seinen Stammsitz in Hamburg. Tochteragenturen waren u. a. Lintas:Direct GmbH, HMK Hamburg, Lintas PR und Lintas Design.
Führende Mitarbeiter waren Ex-Unilever-Chef Jürgen Schrader, von 1974 bis 1980 Chef der deutschen Lintas, sein Nachfolger Ingo Zuberbier, der Lintas bis 1995 leitete. In diese Zeit (1991) fällt der Rang als die größte Werbeagentur Deutschlands.
1995 reichte er die Leitung an Uwe Lang weiter, der Anfang 2001 verstarb.
Bekannte Werber, die bei der Lintas Deutschland tätig waren, sind F.M. Schmidt (CEO Scholz & Friends Group), Jochen Leisewitz (†), Veronika Classen(†), Vincent Schmidlin (†), ehemals Geschäftsführer von Serviceplan, Lothar Leonhard(†), langjähriger CEO und Chairman der deutschen Ogilvy-Gruppe, Fred Baader, Johannes Kastner und Walter Schönert (†), Texter und Copy Chief und Autor von "Werbung, die ankommt". 
Kampagnen und Motive der deutschen Lintas waren „Ruf doch mal an“,„Fünf ist Trümpf“ zur Einführung der fünfstelligen Postleitzahlen und „Like Ice in the Sunshine“ für Langnese.